# Ștefan I, Mitropolit al Ungrovlahiei
Mitropolitul Ștefan (n. - d. 25 aprilie 1668) a păstorit peste biserica ortodoxă din Țara Românească mai întâi intre anii 1648 și 1653 și apoi între anii 1655 - 1668.

## Biografie
A fost precedat de Teofil și urmat de Ignațiu, pentru prima oară, respectiv precedat de același Ignațiu și urmat de Teodosie, când a păstorit pentru a doua oară.

## A se vedea și
- Listă de mitropoliți ai Ungrovlahiei
- Ștefan